# Phalanger matabiru
Phalanger matabiru är en pungdjursart som beskrevs av Tim Flannery och Bapak Boeadi 1995. Phalanger matabiru ingår i släktet kuskusar och familjen klätterpungdjur. IUCN kategoriserar arten globalt som sårbar. Inga underarter finns listade.
Pungdjuret förekommer på öarna Ternate och Tidore som ligger väster om Halmahera (Indonesien). Habitatet utgörs av fuktiga skogar och människans odlingar.